# 小行星9735
小行星9735（英語：9735）是一颗围绕太阳公转的小行星。1986年5月2日，INAS在帕洛马山发现了此天体。
这颗小行星的绝对星等为158.59127等。